# Voorne-Putten
Voorne-Putten ist eine Insel im Rhein-Maas-Delta, im Westen der niederländischen Provinz Südholland, südwestlich von Rotterdam. Sie besteht aus den ehemaligen Inseln Voorne und Putten. Sie wird im Norden durch die Oude Maas, den Hartelkanal und den See Brielse Meer begrenzt, im Südosten durch das Spui und im Süden durch das Haringvliet.
Auf Voorne-Putten liegen die Gemeinden Voorne aan Zee (im Westen) und Nissewaard (im Osten).

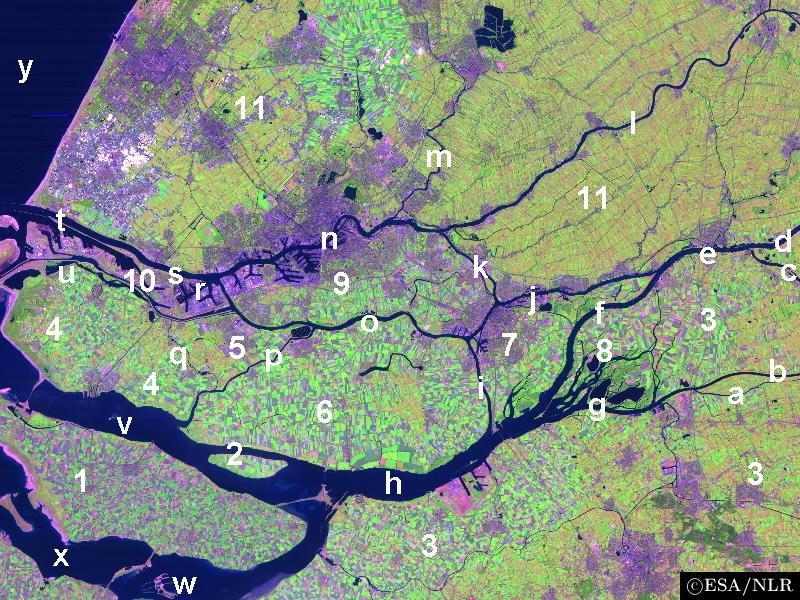
Teil des Rhein-Maasdeltas bei Rotterdam, 4 = Voorne, 5 = Putten,
p = das Spui, v das Haringvliet